# Sepp Piontek
Josef Emanuel Hubertus „Sepp“ Piontek (* 5. března 1940, Vratislav) je bývalý německý fotbalista a trenér.
Je odchovancem klubu VfL Germania Leer, celou seniorskou kariéru strávil ve Werderu Brémy. Vyhrál s ním DFB-Pokal v roce 1961 a Bundesligu v roce 1965. Hrál i za reprezentaci, ale do nominace na mistrovství světa ve fotbale 1966 se nakonec nevešel.
Jako trenér začínal ve Werderu, později vedl tým Haiti. Nejslavnější období prožil na lavičce dánské reprezentace, zvané Danish Dynamite. Podařilo se mu s Dány poprvé v historii získat medaili na ME (mistrovství Evropy ve fotbale 1984) a postoupit na MS (mistrovství světa ve fotbale 1986). V roce 1983 byl v anketě časopisu World Soccer zvolen nejlepším trenérem roku. Později trénoval týmy Turecka a Grónska.
V roce 1986 obdržel Záslužný řád Spolkové republiky Německo.